# Хоффман, Эбони
Эбони Вернайс Хоффман (англ. Ebony Vernice Hoffman; род. 27 августа 1982 года в Лос-Анджелесе, Калифорния) — американская профессиональная баскетболистка, выступавшая в женской национальной баскетбольной ассоциации. Была выбрана на драфте ВНБА 2004 года в первом раунде под общим девятым номером командой «Индиана Фивер». Играла на позиции тяжёлого форварда.

## Ранние годы
Эбони Хоффман родилась 27 августа 1982 года в городе Лос-Анджелес (штат Калифорния) в семье Флойда и Марши Хоффман, у неё есть брат, Эллиот, и сестра, Эрика, а училась там же в средней школе Нарбонн, в которой выступала за местную баскетбольную команду.